# Propithecus edwardsi
Il sifaka di Milne-Edwards (Propithecus edwardsi A. Grandidier, 1871) è un lemure della famiglia degli Indriidae.

## Distribuzione
Come tutti i lemuri è endemico del Madagascar, dove vive nella zona centro-orientale del paese.

## Descrizione

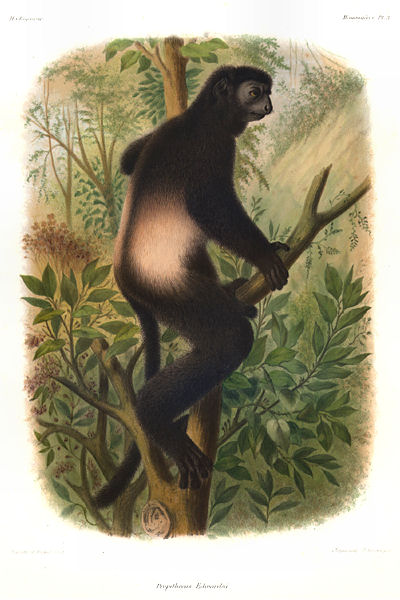

Il corpo è nero e ricoperto da pelo lungo e setoso, mentre i fianchi sono bianchi o grigio-argentei.

Il rapporto zampe anteriori/posteriori del sifaka si Milne-Edwards è simile a quello dell'uomo. Le zampe di questi animali hanno una forma a pinza che aiuta a mantenere una presa assai salda sui rami: i polpastrelli sono callosi e rigonfi, mentre le unghie sono appuntite. Quando però si tratta di scendere al suolo, il sifaka parte assai svantaggiato, poiché deve poggiare le zampe lateralmente per non farsi del male: essendo inoltre le zampe posteriori più lunghe, non cammina mai a quattro zampe, ma saltella eseguendo la caratteristica "danza" tipica dei sifaka.

## Biologia
Si tratta di animali arboricoli, diurni ed erbivori: mentre si muove oppure salta fra gli alberi (compiendo salti lunghi fino a 6 m), mantiene sempre una posizione verticale.
Pur vivendo in gruppo, è estremamente raro che si scambi vocalizzi.

## Conservazione
Specie considerata in pericolo in base ai criteri della IUCN red list.
È osservabile presso il Parco Nazionale di Ranomafana.